# 필라레테

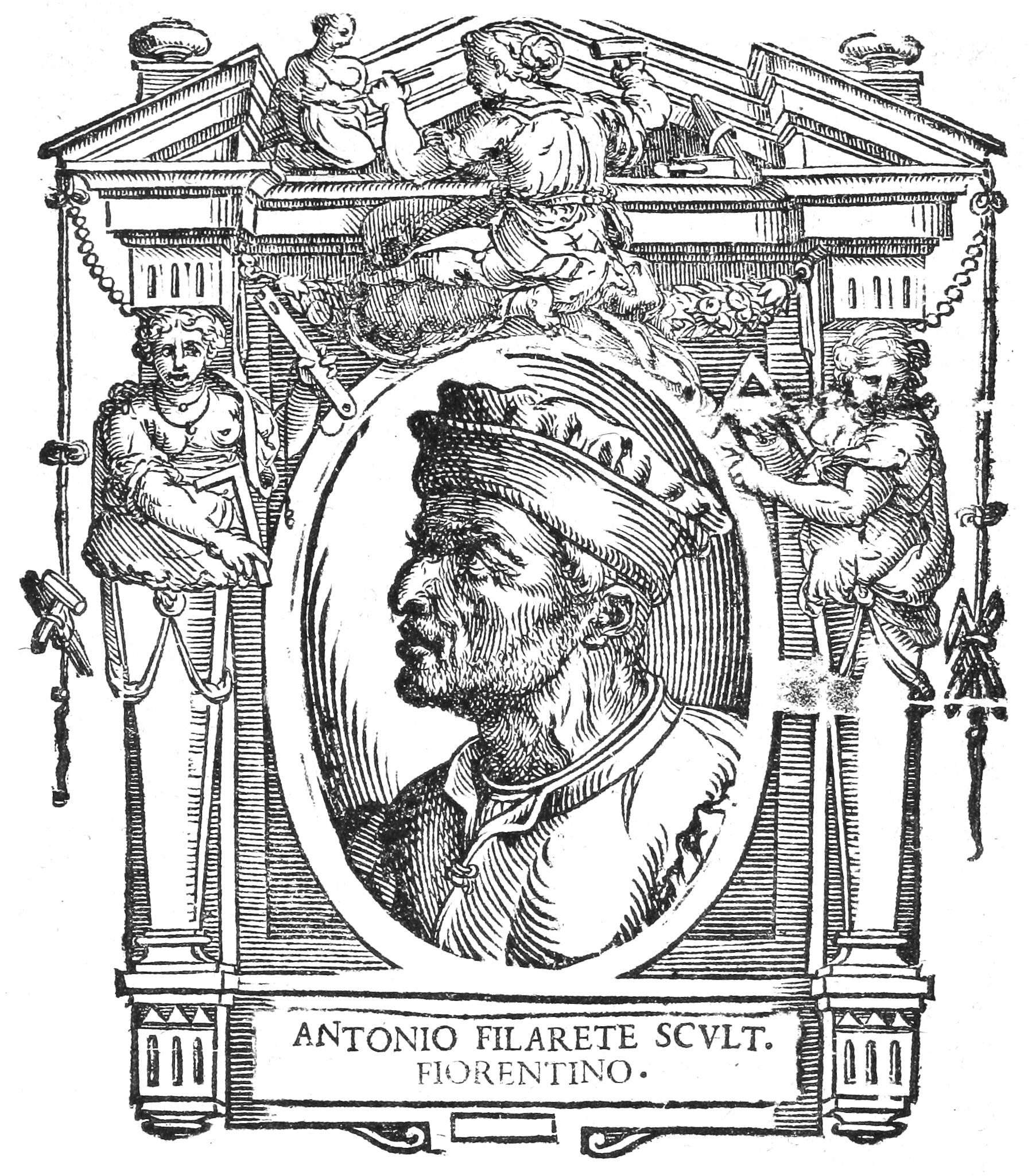

필라레테(Filarete, 1400년 경 ~ 1469년 경)는 이탈리아의 조각가, 건축가이다. 그의 저서 《건축론》은 이상도시(理想都市)에 관한 최초의 논문이다.